# Paulina Paszek
Paulina Paszek (Bielsko-Biała, 26 de outubro de 1997) é uma canoísta alemã.

## Carreira
No Campeonato Mundial de 2021 em Copenhague, ela alcançou o 7º lugar no K1 500 metros, o 7º lugar no K1 5000 metros e o 8º lugar no K-2 Misto 200 metros. No Campeonato Alemão de 2021 ela conquistou o ouro no caiaque single sprint. No Campeonato Europeu de 2022 em Munique, ela conquistou a medalha de bronze nos 500 metros K-2.
Nos Jogos Olímpicos de Verão de 2024, em Paris, conquistou a medalha de bronze na competição do K-2 500 m feminino, ao lado de Jule Hake, com o tempo de 1:39.46, e a medalha de prata na disputa do K-4 500 m feminino, com Hake, Pauline Jagsch e Sarah Brüßler, no tempo de 1:32.62.